# فارس الأرض (مسرحية)
فارس الأرض مسرحية سورية كوميدية هادفة للطفل والعائلة من تأليف وإخراج مهند ورد وإنتاج شركة نتالي للإنتاج والتوزيع الفني. والإشراف العام من سوسن شيخ البساتنة، تم إنتاج هذه المسرحية في عام 2007 حيث كان افتتاح عرضها الأول في عيد الفطر على مسرح راميتا. استمر عرض هذه المسرحية حتى عام 2011 على مختلف مسارح المراكز الثقافية في مدن ومحافظات الجمهورية العربية السورية، ثم بشكل متقطع لغاية 2015. كما شاركت في أهم المهرجانات السورية كمهرجان الزهور وغيرها.

## طاقم التمثيل
- أندريه سكاف
- مهند ورد
- راكان تحسين بك
- خلدون قاروط
- تماضر غانم
- مظهر جروج
- ماهر إسماعيل
- نوار لكود
- نور ديراني
- وائل رافع
- الطفلتين سالي ونتالي

## ملخص المسرحية وأحداثها
تنتمي المسرحية من حيث الفكرة والمضمون إلى الأدب العالمي الخارج من إطار التخصيص القومي والوطني، حيث تتحدث المسرحية عن فكرة الماء والحاجة له. ليظهر لنا مجموعة فرسان فضائيين قادمين من كوكب متخيل باسم كوكب الأوميغو باحثين عبر المجرات والكواكب عن الكنز المفقود، حيث يهبط هؤلاء الفرسان على كوكب الأرض محاولين نقل كنز الأرض الثمين (والذي نكتشف أنه الماء العذب) لكوكبهم القاحل بعد إغراء سكان الأرض باستبدكل مكعب جليدي من الماء العذب بمكعب من الذهب.
ليظهر فيما بعد فارس الأرض الذي يحمي مياه كوكبنا من هذه الصفقة الخادعة والتي تثبت أن الماء أغلى من الذهب , فالماء ضرورة للحياة بينما الذهب معدن للتزين يفقد قيمته بانعدام الحياة. ولنكتشف أن فارس الأرض هو كل شخص يحاول الحفاظ على هذه النعمة التي هي الماء ويحافظ على البيئة والطبيعة على كوكب الأرض.

## وصلات خارجية
- مسرحية فارس الارض فلوموشن - يوتيوب
- أهمية المياه في عرض مسرحي للطفل - موقع اللاذقية